# Simone Alessio
Simone Prince Alessio (Livorno, 14 de abril de 2000) é um taekwondista italiano.

## Carreira
Alessio conquistou a medalha de ouro no Campeonato Mundial de Taekwondo de 2019 na competição leve masculina. Ele se classificou para as Olimpíadas de Verão de 2020 por meio do Torneio Europeu de Qualificação Olímpica de Taekwondo de 2021.
Ele ganhou a medalha de ouro no evento dos médios masculinos no Campeonato Mundial de Taekwondo de 2023, realizado em Baku, Azerbaijão. Nos Jogos Olímpicos de Verão de 2024, em Paris, conquistou a medalha de bronze na categoria de até 80 kg masculino.